# Diceratella

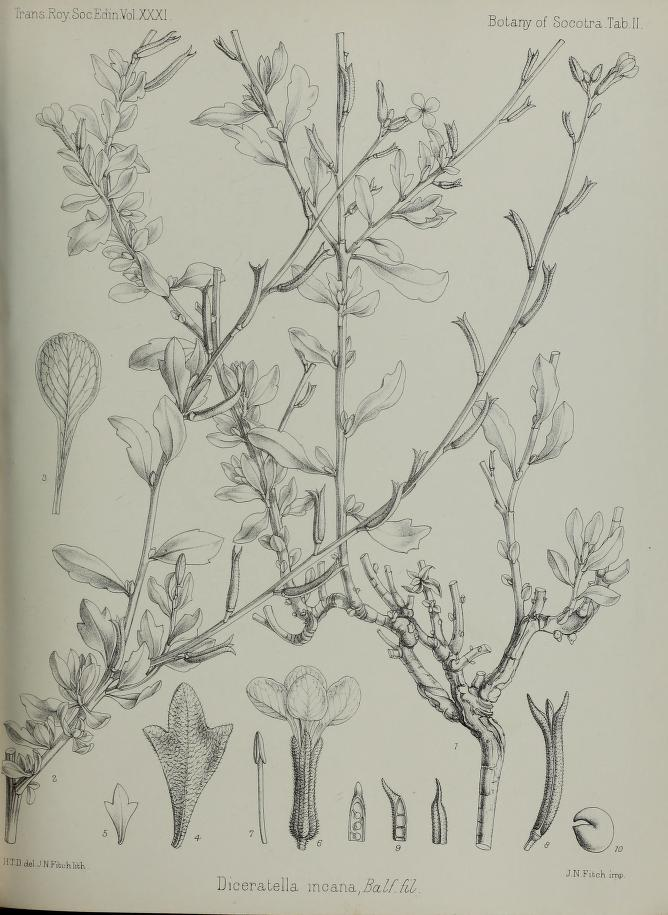
Diceratella incana

Diceratella é um género botânico pertencente à família Brassicaceae.